# Сатердзе
Сатердзе (груз. სათერძე) — село в Грузии, на территории Карельского муниципалитета края (мхаре) Шида-Картли.

## География
Село находится в центральной части Грузии, на левом берегу реки Сатердзе (бассейн реки Дзамы), на расстоянии приблизительно 19 километров (по прямой) к юго-западу от города Карели, административного центра муниципалитета. Абсолютная высота — 1120 метров над уровнем моря.

## Население
По результатам официальной переписи населения 2014 года в Сатердзе проживало 6 человек (5 мужчин и 1 женщина). В национальной структуре населения грузины составляли 100 %.

## Достопримечательности
- Церковь Святого Георгия, XIII век